# Újudvar
Újudvar község Zala vármegyében, a Nagykanizsai járásban, a Zalai-dombságban, a Zalaapáti-hát területén.
A településen polgárőrség működik.

## Fekvése
Újudvar a 74-es főútnál nagykanizsai kivezető szakaszától néhány kilométerre északra található, a Principális-csatorna völgyében húzódó 7527-es út mentén. Utóbbi útból itt (a község belterületének északi szélén) ágazik ki a Magyarszerdahelyen át ugyancsak a 74-es főútig vezető 7528-as út.
2021 előtt vonaton is megközelíthető volt, a Szombathely–Nagykanizsa-vasútvonalon; Újudvar vasútállomás közel 2 kilométerre délre van a településtől, nem messze Nagykanizsa Korpavár városrészétől. A község területén egyébként korábban két másik vasúti megállási pont is működött: az északi határában, a 7528-as út vasúti keresztezése mellett Magyarszerdahely megállóhely, illetve a kettő között, a központtól nyugatra Udvarhely teherpályaudvar.

## Története
A település első okleveles említése 1193-ból származik Ojvduor írásmóddal III. Béla oklevelében, a fehérvári keresztesek birtokainak összeírásakor. Feltételezhetően Eufrozina királynő, II. Géza magyar király felesége adományozhatta a székesfehérvári Szent István monostoregyháznak. 1256-ban neve Nova Curia alakban szerepelt, 1377-ben pedig Wyoduarnak írták a község nevét.
Egy 1236-ban kelt oklevél szerint johannita lovagok érkeztek a községbe, ahol hamarosan rendházat alapítottak. 1325-ben nádori gyűlést is tartottak a faluban, amelynek Keresztelő Szent János tiszteletére felavatott egyházát később; 1350-ben említették. A település vásártartó hely is volt, 1329-ben egy oklevélben vásárát is említették, 1381-ig hiteleshelyi feladatokat is ellátott.
1382-ben Újudvart a johanniták Kanizsai János fiainak zálogosították el, s később is az ő birtokuk maradt, bár 1453-ban zálogváltó pert kezdett a vránai perjel a Kanizsaiak ellen, utóda ezt Mátyás király alatt is folytatta, de eredménytelenül.
Bár a Kanizsai család Kanizsai Ferenccel kihalt 1532-ben, a Kanizsaiak birtokai Kanizsai Orsolya révén fiúsítással a Nádasdyakra szálltak.
Egy 1693-as összeírásban a község mint volt Nádasdy birtok szerepelt, de 1693-ra a kincstár tulajdona lett. Ekkor a lakott házak száma 10, melyhez 60 hold szántó és rét tartozott.
A falu a török időkben elpusztult, a pusztulás utáni újjáépítéskor egy kicsit keletebbre épült fel.
Újudvar alapításától kezdve mindvégig jobbágyfalu volt. Lakossága többségben mezőgazdasággal foglalkozott. 1945-ig több kisbirtokosa is volt.

## Közélete

### Polgármesterei
- 1990–1994: Gregor Tiborné (független)[5]
- 1994–1998: Gregor Tiborné (független)[6]
- 1998–2002: Gregor Tiborné (független)[7]
- 2002–2006: Gregor Tiborné (független)[8]
- 2006–2010: Jakab Sándor (független)[9]
- 2010–2011: Horváth Józsefné (független)[10]
- 2012–2014: Jakab Sándor (független)[11]
- 2014–2019: Jakab Sándor (független)[12]
- 2019–2024: Jakab Sándor (független)[13]
- 2024– : Jakab Sándor (független)[1]

A településen 2012. január 15-én időközi polgármester-választást (és képviselő-testületi választást) tartottak, az előző képviselő-testület önfeloszlatása miatt. A választáson a hivatalban lévő polgármester és közvetlen elődje is elindult, nyernie végül az utóbbinak sikerült.

## Népesség
A település népességének változása:
| Lakosok száma | 960  | 977  | 966  | 943  | 897  | 891  | 884  |
|               | 2013 | 2014 | 2015 | 2021 | 2022 | 2023 | 2024 |

A 2011-es népszámlálás idején a nemzetiségi megoszlás a következő volt: magyar 97,4%, cigány 1,28%, horvát 0,35%. A lakosok 67,6%-a római katolikusnak, 0,5% reformátusnak, 6% felekezeten kívülinek vallotta magát (25,1% nem nyilatkozott).
2022-ben a lakosság 88,5%-a vallotta magát magyarnak, 0,9% németnek, 0,9% cigánynak, 0,8% horvátnak, 0,1-0,1% bolgárnak és szlováknak, 1,9% egyéb, nem hazai nemzetiségűnek (11,5% nem nyilatkozott; a kettős identitások miatt a végösszeg nagyobb lehet 100%-nál). Vallásuk szerint 53,5% volt római katolikus, 1,1% református, 0,2% evangélikus, 0,7% egyéb keresztény, 1,4% egyéb katolikus, 8% felekezeten kívüli (34,9% nem válaszolt).

## Nevezetességei
- Római katolikus templom
- A Tukora-tetőn áll az 1973-1973 között épült 206 méter magas tévétorony.
- Csibiti-völgy

## Külső hivatkozások
- Újudvar az utazom.com honlapján[halott link]